# 워드붉은등밭쥐
워드붉은등밭쥐(Eothenomys wardi)는 비단털쥐과에 속하는 설치류의 일종이다. 중국 특히 윈난성 북부와 서부 지역에서 발견된다. 프랫밭쥐의 아종으로 간주되기도 하지만, 대부분의 동물학자들은 는에 띄는 짧은 꼬리와 뒷발 때문에 별도의 종으로 간주하고 있다.